# Turynka
Turynka (ukr. Туринка) – wieś na Ukrainie, w obwodzie lwowskim, w rejonie lwowskim (wcześniej w rejonie żółkiewskim). 

## Historia
Wieś prawa wołoskiego Turynka (Turzynka), położona była w drugiej połowie XV wieku w ziemi lwowskiej województwa ruskiego. W XVI wieku, w okresie Królestwa Polskiego, znajdował się tu folwark z obronnym dworem należący do rodu Żółkiewskich, w którym urodził się późniejszy hetman Stanisław Żółkiewski. W XIX wieku widoczne były jeszcze pozostałości umocnień otaczających dwór. Pod koniec XIX w. we wsi powstał folwark o nazwie Zahadka. 
W II Rzeczypospolitej miejscowość była siedzibą gminy wiejskiej Turynka w powiecie żółkiewskim województwa lwowskiego. W marcu 1944 nacjonaliści ukraińscy z OUN-UPA zamordowali tutaj 10 Polaków.

## Zabytki
- cerkiew ukończona w 1837 roku, którą wybudowano na koszt właściciela miejscowego majątku Piotra Krausnekera. W cerkwi znajduje się cudowna ikona turyniecka pochodząca z klasztoru bazylianów w Strzeliskach koło Bóbrki. We wnętrzu świątyni znajduje się też pochodzący z XVIII wieku nagrobek proboszcza Aleksego Piaseckiego oraz sprowadzony w XVIII wieku fragment Krzyża Świętego w srebrnej oprawie.
- kapliczka słupowa z drugiej połowy XVIII wieku.

## Urodzeni
- Stanisław Żółkiewski